# Рудьковський Микола Миколайович
Мико́ла Микола́йович Рудько́вський (нар. 18 грудня 1967, село Старий Биків, Бобровицький район, Чернігівська область) — український політик, колишній Міністр транспорту та зв'язку України (2006–2007), народний депутат України декількох скликань, колишній член Партії регіонів.

## Освіта
1985 — закінчив Новобиківську середню школу з відзнакою і вступив до Чернігівського педінституту на факультет історії та права. 1986–1988 — служив у Радянській армії в ракетних військах стратегічного призначення.
У березні 1990 року, не будучи студентом, Миколі Рудьковському надається якась адміністративна відпустка, а у січні 1991 року його в черговий раз відраховують з інституту. Після цього він остаточно виїжджає до Москви, а згодом — до Відня, де протягом 1991—1993 років навчався у Віденському економічному університеті на факультеті «Торгівельна наука».. Проте там він не отримав диплома і повернувся до Чернігова, де закінчив у 1996 році Чернігівський педагогічний університет за спеціальністю «історик».
Щодо інститутських документів Миколи Рудьковського, прокуратура Чернігівської області проводила у 1998 році своє розслідування щодо внесення в його паспорт фіктивних записів про прописку з 1991 по 1995 рік у селах Бобровицького району. Органи міліції встановили, що протягом 1991—1994 років Микола Рудьковський, за даними особового листка з обліку кадрів, який знаходиться у відділі кадрів Кабінету Міністрів України, перебував за кордоном, в Австрії, де нібито навчався у Віденському університеті і на території України не проживав. Протягом проведеної перевірки були встановлені факти підробки паспортних даних про час і місце прописки Рудьковського. 
Для здобуття свого депутатського мандату він спочатку «прописався» у сусідньому селі Петрівка Бобровицького району. Органи міліції встановили,  що за новою адресою Рудьковського проживав сам сільський голова, який пізніше в суді заявив, що ніяких дій щодо його прописки не вчиняв, відомостей цих у домову та негосподарську книги сільської ради не вносив, на військовий облік не ставив. У суді також було підтверджено, що штамп про прописку Рудьковського в цьому селі й позначені в ньому дати експертизою УМВС визнані підробленими. Минуло три місяці від моменту його прописки в Петрівці, і Микола Рудьковський виписується звідти. А ще через три місяці вже надовго — аж до серпня 1995 року — «обирає» місцем проживання село Новий Биків Бобровицького району. 
Працюючи в Адміністрації Президента з 1994 року, фактично проживаючи у Києві на вулиці Косіора, Рудьковський «у лютому 1996 року повертається до нового Бикова», де вдруге «прописується» за старою адресою і отримує у Бобровицькому районному відділі міліції новий паспорт громадянина України. За словами працівників міліції, процедубура відбувалася з погрозами та шантажем президентського консультанта. 
Влаштовуючись у 1997 році, на роботу в «Укргазпром», Микола Рудьковський до відділу кадрів особовий листок і копію дипломів про закінчення Російської економічної академії імені Плеханова, в якому той нібито «навчався» протягом 1988—1993 років, та Чернігівського педагогічного університету з 1993 по 1996 роки. Щодо навчання майбутнього політика у Москві, інформація не підтвердилася.
2000 року, закінчивши Київський економічний університет, здобув кваліфікацію магістр «Управління міжнародним бізнесом».

## Трудова діяльність
Працював у кількох австрійських компаніях менеджером та, отримавши відповідний досвід, заснував свою компанію у Відні.
З 1994 до 1996 року працював головним консультантом Управління з питань економіки Адміністрації Президента України. У 1996–1997 роках працював в АТ «Держінвест України» на посаді директора. З січня 1998 року працював заступником Голови Правління АТ «Укргазпром», а після реформування АТ «Укргазпром» в НАК «Нафтогаз України» — заступником генерального директора ДК «Торговий дім» НАК «Нафтогаз України».

## Політична діяльність
Протягом 2000–2002 років працював помічником-консультантом народного депутата України Валентини Семенюк.
2002 — нардеп IV скл. (СПУ) і працював у Комітеті ВРУ з питань паливно-енергетичного комплексу, ядерної політики і ядерної безпеки.
2006 — обраний нардепом V скл., головою підкомітету соціальних програм Комітету ВРУ з питань бюджету.
2006–2007 — очолював Міністерство транспорту та зв'язку України. Під час перебування на цій посаді був учасником кількох скандалів:
- публічно звинуватив Секретаріат Президента у організації терористичних актів, які призвели до аварій на залізниці;
- звинувачений в організації чартерного рейсу до Парижа для особистих потреб, що завдало збитків державі на майже 400 000 грн.

2009 — заснував благодійну організацію «Благодійний Фонд Миколи Рудьковського». 2010 року обраний депутатом Чернігівської обласної ради VI скл., був членом постійної комісії з питань бюджету та фінансів.
У 2012 році обраний народним депутатом України VII скликання, працює у Комітеті ВРУ з питань паливно-енергетичного комплексу, ядерної політики і ядерної безпеки. Член Соціалістичної партії України.
З 1999 по 2006 роки — перший секретар Чернігівського обласного комітету СПУ.
З лютого 2010 по серпень 2011 року — перший секретар Політради СПУ.
12 жовтня 2013 був обраний головою Соціалістичної партії України. 2014 року втік з України.
Микола мав проблеми з українським Інтерполом як фігурант у справі викрадення екс-очільника Нафтогазвидобування Олега Семінського (був власником компанії разом з Нестором Шуфричем). Семінського викрали 2012 року і тримали в заручниках до 2015-го, а серед замовників вказувалось ім'я Рудьковського.
На початку квітня 2018 року заарештований в Дубаї за перетин кордону за підробленим паспортом Іраку. Він планував видобувати нафту в іракському Курдистані, однак через розбіжності з урядом автономії зробити цього не зміг. 7 травня його випущено на свободу.
28 вересня 2018 року заарештований в Москві за звинуваченням у розкраданні майна посольства РФ у Києві 2014 року «із групою осіб».

## Критика
У Верховній раді щонайменше двічі був помічений у неособистому голосуванні.

## Розслідування

### Справа про ДТП у Києві (1996)
У травні 1998 року прокуратурою Києва проти Рудьковського була порушена кримінальна справа за фактом ДТП, скоєного 14 серпня 1996 року політик здійснив наїзд на 22-річного велосипедиста, який помер на місці події згодом. Справу про цей факт із трагічним наслідком через декілька днів тоді поспішно закрили. У поданні про скасування попередніх висновків інспектора ДАІ Харківського райвідділу міліції м.Києва прокуратура м.Києва зазначала, що перевірка тоді проводилася поверхово, і інспектор дізнання дійшов висновку фактично на показаннях Рудьковського, не з'ясував важливих фактів на різних стадіях розвитку дорожньої ситуації. 

### Справа щодо зловживання службовим становищем і розтраті (2007)
2007 року Рудьковського звинувачено в зловживання службовим становищем і розтраті коштів у особливо великих розмірах. Зокрема йому інкримінувались поїздки за кордон за державні кошти. 26 травня 2010 — суддя Печерського суду Києва Олег Білоцерківець закрив справу, на засіданні держава оголосила про відмову від обвинувачень і відбулася заміна прокурора.

### Справа про напад на посольство РФ (2018)
У вересні 2018 року, після приїзду до Москви, Рудьковського було затримано й звинувачено в нападі на російське посольство 14 червня 2014 року. Як заявляє прокуратури РФ, ексміністр зробив це разом з активістами Правого сектора. 1 листопада 2019 справу було передано до московського суду. Обвинувачення просило строк засудження у шість років колонії, суд Москви врахував пом'якшувальні обставини (відшкодування матеріального збитку на 2 млн рублів, малолітні діти й каяття), призначивши покарання у вигляді двох років позбавлення волі та штрафу 5,750 млн руб. для МЗС Росії і 8,289 млн руб. на користь страхової компанії «Согаз». Також суд зарахував перебування в СІЗО з 28 вересня 2018 року за розрахунком один день за півтора.

### Справа про викрадення (2021)
25 лютого 2021 року в СБУ заявили про розкриття резонансного викрадення, що сталося 2012 року. Тоді було викрадено тодішнього топ-менеджера газодобувної компанії Олега Семінського, з 2019 року — депутата провладної партії «Слуга народу».
3 березня Рудьковський повернувся до України, того ж дня йому було вручено підозру у тому, що саме він був замовником викрадення. За даними слідства, Семінського викрали і позбавили волі на більш ніж 3 роки, постійно катували, вимагаючи виплатити замовнику злочину вигаданий борг у 200 млн $. У березні адвокатом Рудьковського став Микола Катеринчук.

## Особисте життя
- Неодружений, виховує двох доньок.
- Володіє трьома мовами (англійська, німецька, іспанська).

## Нагороди
- орден Святого Феодосія Чернігівського УПЦ МП.
- орден Святого Філарета Гумілевського УПЦ московського патріархату.